# MTT・タービン・スーパーバイク
MTT・タービン・スーパーバイク（MTT Turbine SUPERBIKE）とは、アメリカのマリン・タービン・テクノロジー（Marine Turbine Technologies inc.、以下MTT社）が開発し、アメリカ本国で発売された、ガスタービンエンジン搭載のオートバイ。
別名は「Y2K Turbine SUPERBIKE」（Superbikeとも）。Y2Kとよく略される。

## 概要
米国ルイジアナ州フランクリンで、主に航空機用ガスタービン・エンジンを搭載したモーターボートや消火用ポンプなどを製造している同社が開発したのがこのオートバイである。ガスタービン搭載を主張するかの様な大径の排気管と、ジェット機そのものの甲高い金属音が特徴のオートバイである。過去に製造されたことのあるジェットエンジン搭載のオートバイのように、ジェット噴射による推進力を利用するのとは異なり、パワー・タービンから軸出力を取り出し、2段のオートマチックトランスミッションを介して後輪を直接駆動する方式を取っている。ガスタービン・エンジンは、圧縮機とタービンを駆動しているため慣性力が大きく、レシプロエンジンのように短時間で急激な回転数の増減ができないため、運転には特別なテクニックが必要である。
搭載されるエンジンは、ベル 206型ヘリコプターなどにも採用されるロールス・ロイス・ホールディングス社製のターボシャフトエンジンであるアリソン 250-C18。ディーゼルエンジン用の軽油を使用できるように仕様が変更されており、320英馬力（238 kW）の最高軸出力を発生する。ヘリコプターに搭載した状態でジェット燃料を使用した場合、同エンジンの最高出力は318英馬力となっている。MTTでは、アメリカ連邦航空局 (FAA) の基準で、航空機用としては使用期限を迎えた中古の同エンジンを購入し、再び組み直した上で使用している。
最高速度は250 mph（約402 km/h）に達し、スタートから227 mph（365 km/h）にまでの加速にかかる時間は僅か15秒という性能を発揮する。またバックミラーの代わりにリアビューカメラが装備され、フロントのLCDモニターに映し出される構造になっている。なお、2001年モデル以降の一般的な市販オートバイに装着されているスピードリミッター（300 km/hで作動）が、同オートバイには装着されていない。
「市販されている世界最速のオートバイ」、「世界一高価な市販オートバイ」として、ギネスブックにも記載されている。アメリカ国内でのメーカー希望小売価格は150,000米ドルであったが、2004年より185,000米ドルとなっている。
2008年、最高出力310 kW（420英馬力）のガスタービンエンジンを搭載したバリエーションモデル、MTT・タービン・ストリートファイター（MTT Turbine STREETFIGHTER）が発表された。

## 日本での扱い
販売元のアメリカ国内ではナンバープレートを取得し、公道を走行することが可能であるが、日本国内では、
- 騒音の大きさ - 近接排気騒音94 dB以下・定常走行騒音85 dB以下であること。85 dBは新幹線よりも多少大きいくらいの騒音である。
- 消音機の有無 - 装着義務があるために、排気管だけでは登録できない。

以上が道路運送車両法に適合していないので、運輸支局では登録できない。また、保安基準の値は国土交通省令または運輸省令で定められている。
ちなみに日本でも、オートバイを専門に扱う町工場が手作りでジェットエンジンやガスタービンエンジン搭載のものを作った例がいくつか存在する。